# Militärgeschichte der Vereinigten Staaten
Der Begriff Militärgeschichte der Vereinigten Staaten bezeichnet die militärische Geschichte der Vereinigten Staaten sowie die Geschichte der Streitkräfte der Vereinigten Staaten. Diese entwickelten sich von einer Gruppe desorganisierter Revolutionäre, die die Unabhängigkeit von der britischen Krone anstrebten, zum führenden militärischen Apparat der Erde und als solcher zu einer Stütze des seit 1917 ständig wachsenden Supermachtprestige der Vereinigten Staaten.

## Chronologie

### Vorgeschichte
Die Zeit der protestantischen Ansiedlung war von der Furcht vor den Indianern und dem ambivalenten Verhältnis zu ihnen geprägt. Zunächst wurden die Siedlungen von Angehörigen ungenügend bewacht. Zunehmend organisierten sich diese Bewacher zu Milizen und Trupps, um die Umgebung zu patrouillieren. Aus dieser Zeit stammt auch der Begriff Ranger, vom englischen Wort to range (zu dt.: „rangieren“, „sich erstrecken“, aber auch „vermessen“).

### Unabhängigkeitskrieg
Die anhaltenden Spannungen, die bereits seit langer Zeit zwischen der britischen Krone und den dreizehn Kolonien bestanden, entwickelten sich zu einer handfesten politischen Krise, als die Briten das Kriegsrecht über die Provinz Massachusetts verhängten. Während sich bei Concord und Lexington Gefechte entwickelten, wurde George Washington zum Oberbefehlshaber über die kurz zuvor ausgehobene Kontinentalarmee ernannt, welche über den gesamten Krieg hinweg von Milizen ergänzt wurde. Obwohl die Briten den Amerikanern militärisch überlegen waren und Washington mehr Schlachten verlor als gewann, gewann er den Krieg aufgrund seiner Strategie. Charakteristisch für sein Vorgehen war, seine Truppen zusammenzuhalten, den Gegner in einen Abnutzungskrieg zu verwickeln und Entscheidungsschlachten zu vermeiden, es sei denn, er hätte damit kapitale Fehler der Briten ausnutzen können.
Den Briten fehlte eine zentrale Befehlsgewalt, die die Anstrengungen mehrerer entsandter Armeen hätte koordinieren können, sowie eine klar konzipierte Strategie. Mithilfe ihrer weltweit führenden Marine, der Royal Navy, beherrschten sie zwar die amerikanische Küstenlinie, aber sie konnten ihre Fähigkeit, die Truppen schnell zu verladen, nicht in eine Kontrolle des Landesinneren über die eroberten Großstädte hinaus ummünzen. Der britische Saratoga-Feldzug, der zur Abtrennung Neuenglands hätte führen sollen, endete mit einem militärischen Debakel und der Kapitulation der königlichen Truppen. Auf amerikanischer Seite verbesserte die Einweisung durch den preußischen General von Steuben seit 1777 Ausbildung und Disziplin der Kontinentalarmee. Nach der Niederlage bei Saratoga traten Frankreich und Spanien auf amerikanischer Seite in den Krieg ein, da sie mit Großbritannien in Nordamerika um Kolonien konkurrierten.
Als die Briten ihre Aufmerksamkeit auf die südlichen Kolonien verlagerten, gelangen ihnen zunächst mehrere Siege, doch die Hartnäckigkeit der amerikanischen Truppen unter General Nathanael Greene, die sie obendrein in einer Guerillakriegführung zum Ausdruck brachten, störte und verhinderte dann das Gelingen der britischen Strategie eines Durchmarschs nach Norden. Ein französischer Sieg zur See in der Chesapeake Bay im Jahre 1781 führte zur Kapitulation der Briten in Yorktown. Diese Schlacht führte zum Pariser Abkommen von 1783, in dem die Briten die Unabhängigkeit der Vereinigten Staaten anerkannten.
Da viele Amerikaner der Revolutionsgeneration eine Abneigung gegen stehende Heere pflegten, wurde die Kontinentalarmee kurz nach dem Ende des Krieges aufgelöst. General Washington, der während der Kämpfe immer wieder die Auszahlung des Soldes verschoben hatte, reichte daraufhin seinen Rücktritt als Befehlshaber ein, allerdings nicht ohne den Hintergedanken, einer Verschwörung gegen seine Person auszuweichen. Mit diesem Schritt unterstellte er das Militär wieder einer zivilen Kontrolle, die bis in die heutige Zeit andauert.

### Amerikanisch-Tripolitanischer Krieg
Die Piraterie der Barbareskenstaaten im Mittelmeer auch gegen amerikanische Schiffe führte zur Begründung einer Seestreitmacht der Vereinigten Staaten. Der Amerikanisch-Tripolitanische Krieg (oder auch erster Barbareskenkrieg) stellt für die United States Navy insofern eine ihrer wichtigsten Wurzeln dar.
Hintergrund des Krieges war, dass der Schutz für amerikanische Schiffe durch die britische Royal Navy nach der Unabhängigkeit der Vereinigten Staaten 1783 entfallen war. Zunächst wurde 1784 beschlossen, dass der Piraterie durch Tributzahlungen entgegnet werden sollte. Bereits 1785 lehnte der damalige amerikanische Botschafter in Frankreich Thomas Jefferson die Zahlung von 60.000 US-$ ab, die der Bey von Algier als Lösegeld für zwei gekaperte Handelsschiffe und ihre Besatzung forderte. Gleichwohl blieb es bei der Politik der Tribut- und Lösegeldzahlungen. 1800 betrugen derartige Zahlungen schließlich 20 % der jährlichen Staatseinnahmen der USA. 1801 wurde Jefferson Präsident. Eine Tributforderung des Pascha von Tripolis in Höhe von 225.000 US-$ lehnte der Präsident entsprechend seiner bisherigen Haltung ab. Tripolis erklärte den USA daraufhin den Krieg, die übrigen Babareskenstaaten schlossen sich an. 1802 wurden die Kriegsschiffe Constitution, Constellation, Philadelphia, Chesapeake, Argus, Syren und Intrepid unter dem Oberbefehl von Edward Prieble in das Mittelmeer entsandt. Prieble begann eine Blockade der Häfen der Babareskenstaaten. Am 14. Juli 1804 griff er Tripolis direkt an. Im April und Mai 1805 fand dann die Schlacht von Derna statt, an der amerikanische Marineinfanterie und arabische, griechische und berberische Söldner auf amerikanischer Seite teilnahmen. Am 10. Juni 1805 wurde schließlich ein Waffenstillstand unterzeichnet.

### Erster Weltkrieg
Mit dem Eintritt der Vereinigten Staaten in den Ersten Weltkrieg begann deren Aufstieg zur Supermacht. Der uneingeschränkte U-Boot-Krieg des Deutschen Reiches gefährdete die Handelsbeziehungen zum Vereinigten Königreich. Bereits 1915 hatte die Versenkung des Dampfers Lusitania die USA beinahe zum Kriegseintritt provoziert. Militärisch betrachtet war die deutsche Strategie ein Misserfolg, kein einziger amerikanischer Soldat kam auf dem Transport nach Europa durch feindlichen Beschuss zu Tode.
Die USA setzten in den American Expeditionary Forces mehr als eine Million Soldaten ein und verschoben das militärische Gleichgewicht auch hinsichtlich des dringend benötigten Nachschubs entscheidend zugunsten der Entente cordiale. die geringe Größe der Army of the United States ermöglichte zahlreichen Offizieren einen raschen Aufstieg, sodass der Krieg aus den Streitkräften letztendlich eine Kaderarmee machte. Von der industriellen Modernisierung profitierten sie ebenfalls. Als Kommandeur der amerikanischen Truppen im Ersten Weltkrieg wurde John J. Pershing bekannt.

### Zweiter Weltkrieg

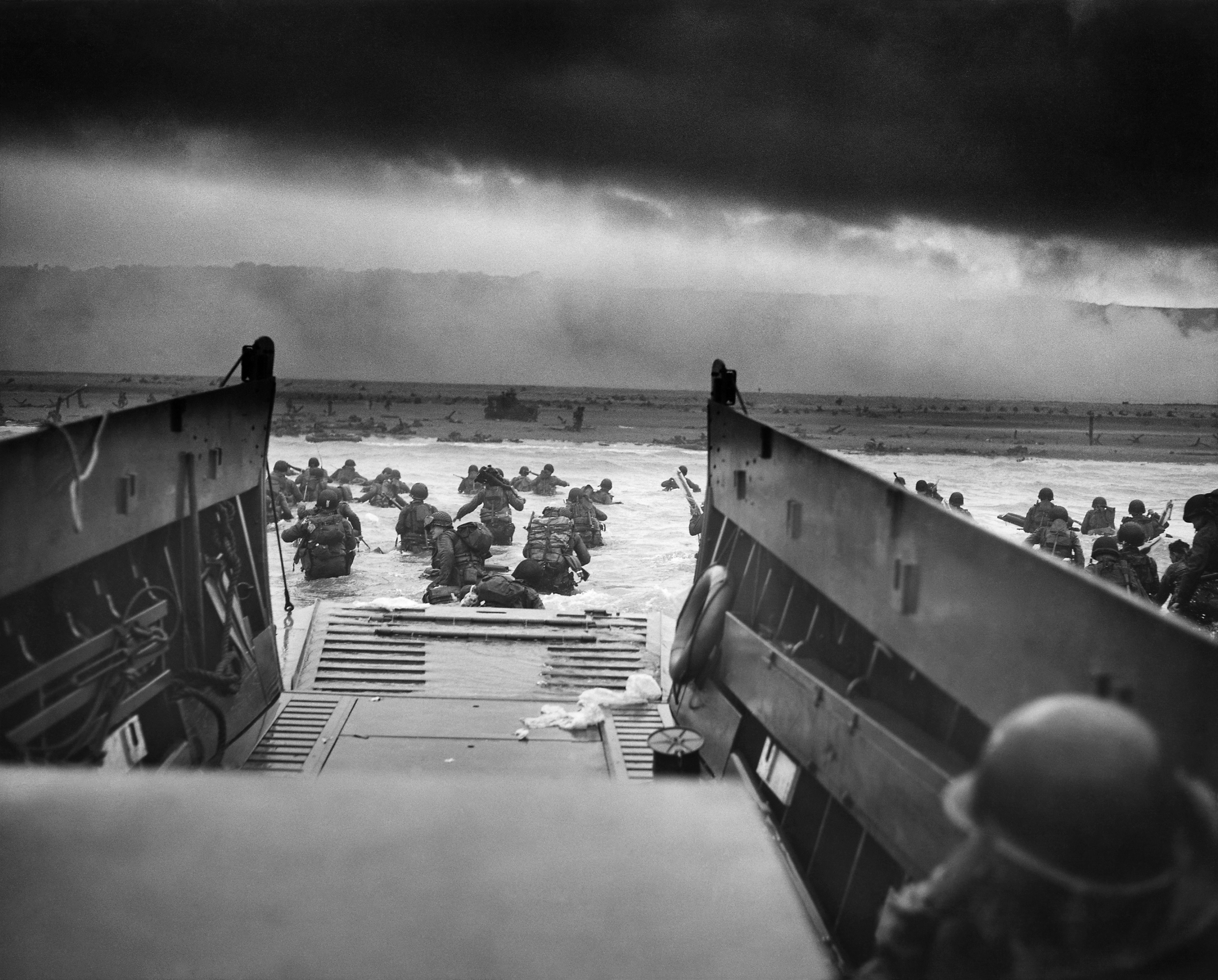
Amerikanische Soldaten bei ihrer Erstürmung des Strandabschnitts Omaha während der Operation Overlord

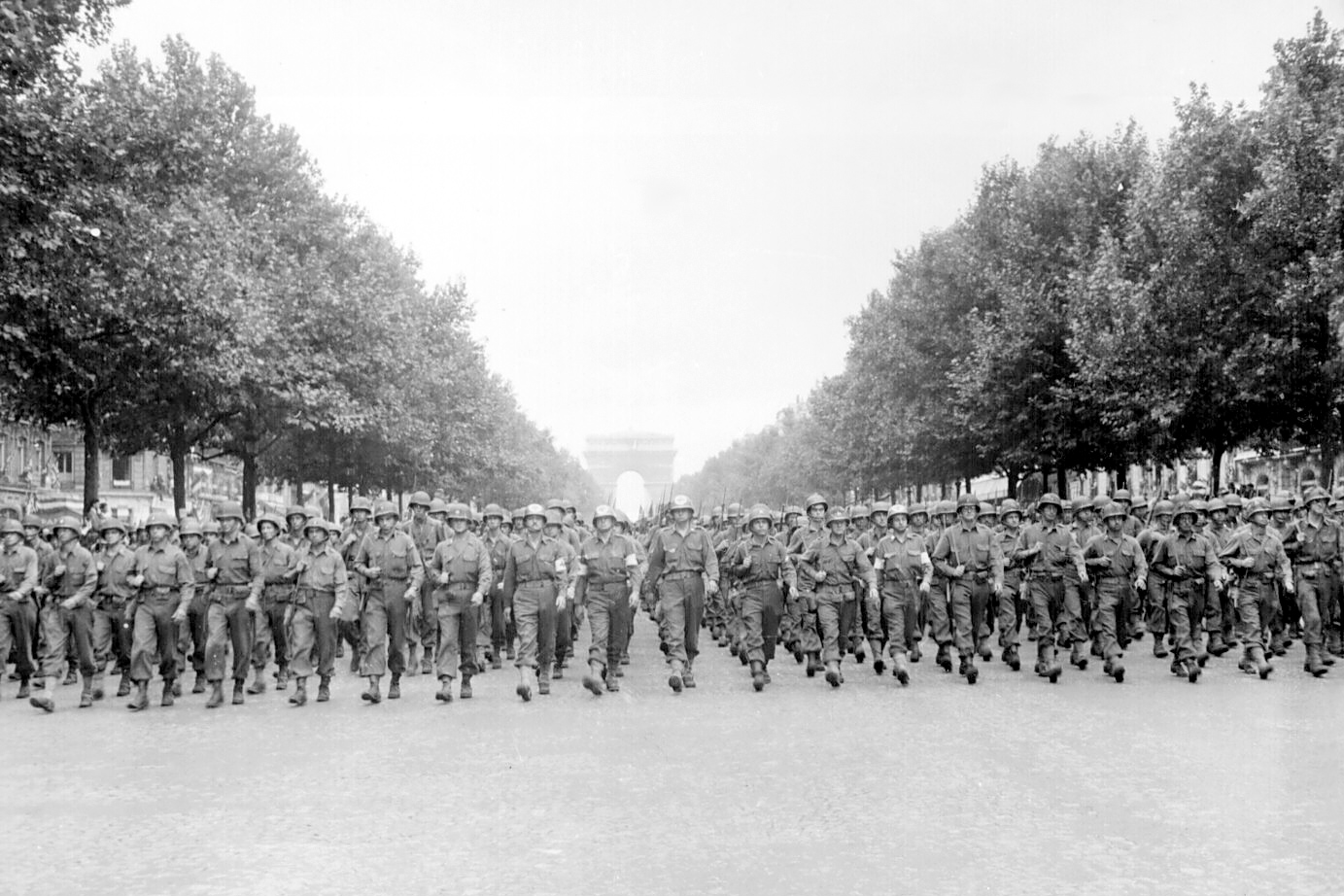
Amerikanische Soldaten beim Parademarsch durch Paris auf dem Champs-Elysées

Während der Zwischenkriegszeit wurde die Größe des Militärs wieder zurückgeführt, in einer gespannten Neutralität vor dem Eintritt der Vereinigten Staaten in den Zweiten Weltkrieg jedoch in nie gekanntem Maß wieder mobilisiert. Der Zweite Weltkrieg war für die USA genauso wie für den Rest der Welt der kostspieligste Krieg aller Zeiten.
Zunächst war die Bevölkerung gegen den Kriegseintritt, die USA beschränkte sich zunächst auf die Belieferung der gegen die Achsenmächte kämpfenden Länder des Vereinigten Königreiches, der Sowjetunion und der Republik China. Der Angriff auf Pearl Harbor durch das Japanische Kaiserreich am 7. Dezember 1941 bewirkte jedoch einen sofortigen Umschwung in der öffentlichen Meinung. Präsident Franklin D. Roosevelt sprach am darauf folgenden Tag die Kriegserklärung gegen Japan aus. Am 11. Dezember 1941 erklärten Italien und das Deutsche Reich den Vereinigten Staaten den Krieg. Damit war der Konflikt endgültig global geworden. Dem Krieg gegen das Deutsche Reich wurde in Übereinkunft mit Winston Churchill Priorität eingeräumt.
Der Verlust von acht Kriegsschiffen und knapp 2.000 Seeleuten zwang die Marine dazu, sich auf ihre verbliebenen Flugzeugträger zu verlassen, welche bereits ein halbes Jahr nach dem Überfall auf Hawaii die entscheidende Schlacht um Midway gewannen. Die Navy und die Marineinfanterie begleiteten das Vorrücken der Trägergruppen im Pazifikkrieg durch die Besetzung der abgeschirmten Inseln, was unter dem Begriff „Island Hopping“ bekannt wurde. Während der Jahre 1942 und 1943 entsandten die US-Streitkräfte Millionen von Männern und Tonnen Material in das Vereinigte Königreich, um eine Invasion des europäischen Kontinents vorzubereiten, was die Wehrmacht mit dem Ausbau des Atlantikwalls zur Stärkung der „Festung Europa“ zu verhindern suchte. Von den britischen Inseln aus erlangten die alliierten Luftstreitkräfte zunehmend die Lufthoheit über den europäischen Luftraum. Durch Landungen in Nordafrika, Sizilien, Italien und der Normandie, die vom ständigen Vorrücken der Roten Armee an der Ostfront begleitet wurden, wurde das Deutsche Reich zur bedingungslosen Kapitulation gebracht.
Im Pazifik rückten die Streitkräfte der Vereinigten Staaten unaufhaltsam vor, suchten angesichts des verbissenen Widerstands der japanischen Streitkräfte jedoch nach Wegen, die japanische Kapitulation mit weniger Verlusten herbeizuführen. Daher entschlossen sie sich zu den Atombombenabwürfen auf Hiroshima und Nagasaki, die die japanische Führung zusätzlich mit dem Einmarsch der Sowjetunion in der Mandschurei zur Aufgabe bewegen sollten.
Trotz der verheerenden Auswirkungen der Weltwirtschaftskrise waren die USA in der Lage gewesen, sich schnell auf den Kriegseintritt vorzubereiten, sodass sie letztendlich zur dominierenden Militärmacht an allen Fronten des Krieges wurden, mit Ausnahme Osteuropas und Ostasiens. Die industrielle Macht der Vereinigten Staaten von Amerika gilt weithin als wichtigster Faktor des alliierten Sieges.
Zu Beginn des Weltkrieges galt die Armee der USA als zu unerfahren, sodass sie oft als Kanonenfutter gesehen wurde, deren Kampf gegen die kampferfahreneren deutschen und japanischen Truppen aussichtslos sei. Im Laufe des Konflikts entwickelten sich das Militär jedoch zu einer gut ausgebildeten und ebenso erfahrenen Truppe. Die taktischen und strategischen Schlussfolgerungen, die sie aus dem Kriegsverlauf zogen, allen voran die Unverzichtbarkeit der Lufthoheit und die Schlagkraft von Trägergruppen, bestimmen ihre Militärstrategie bis in die heutige Zeit.
Der Zweite Weltkrieg kostete ungefähr 400.000 amerikanische Soldaten das Leben, was nur vom Sezessionskrieg übertroffen wurde. 16 Mio. Menschen dienten den Streitkräften, was 13 % der damaligen Gesamtbevölkerung ausmacht. Aus dem Sieg über mehrere autoritäre Systeme beziehen die USA ihr militärisches Bewusstsein bis heute.

### Kalter Krieg
Aus dem Zweiten Weltkrieg gingen die USA endgültig als Supermacht hervor, auf Augenhöhe mit der Sowjetunion. In dieser knapp vierzigjährigen Auseinandersetzung um die endgültige Vorherrschaft und die jeweilige Eindämmung (Containment-Politik) des anderen, unterstützten sie Verbündete in Stellvertreterkriegen und ließen ihnen wirtschaftliche und militärische Hilfen zukommen. Die Vereinigten Staaten waren die wichtigste fremde Macht sowohl im Koreakrieg als auch im Vietnamkrieg. Beide Supermächte unterhielten mit immer größeren Kernwaffenarsenalen das Gleichgewicht des Schreckens aufrecht, mit dem sie sich ihre gegenseitige Zerstörung androhten, auch dann, als beide das Niveau des Overkills erreicht hatten.

#### Vietnamkrieg

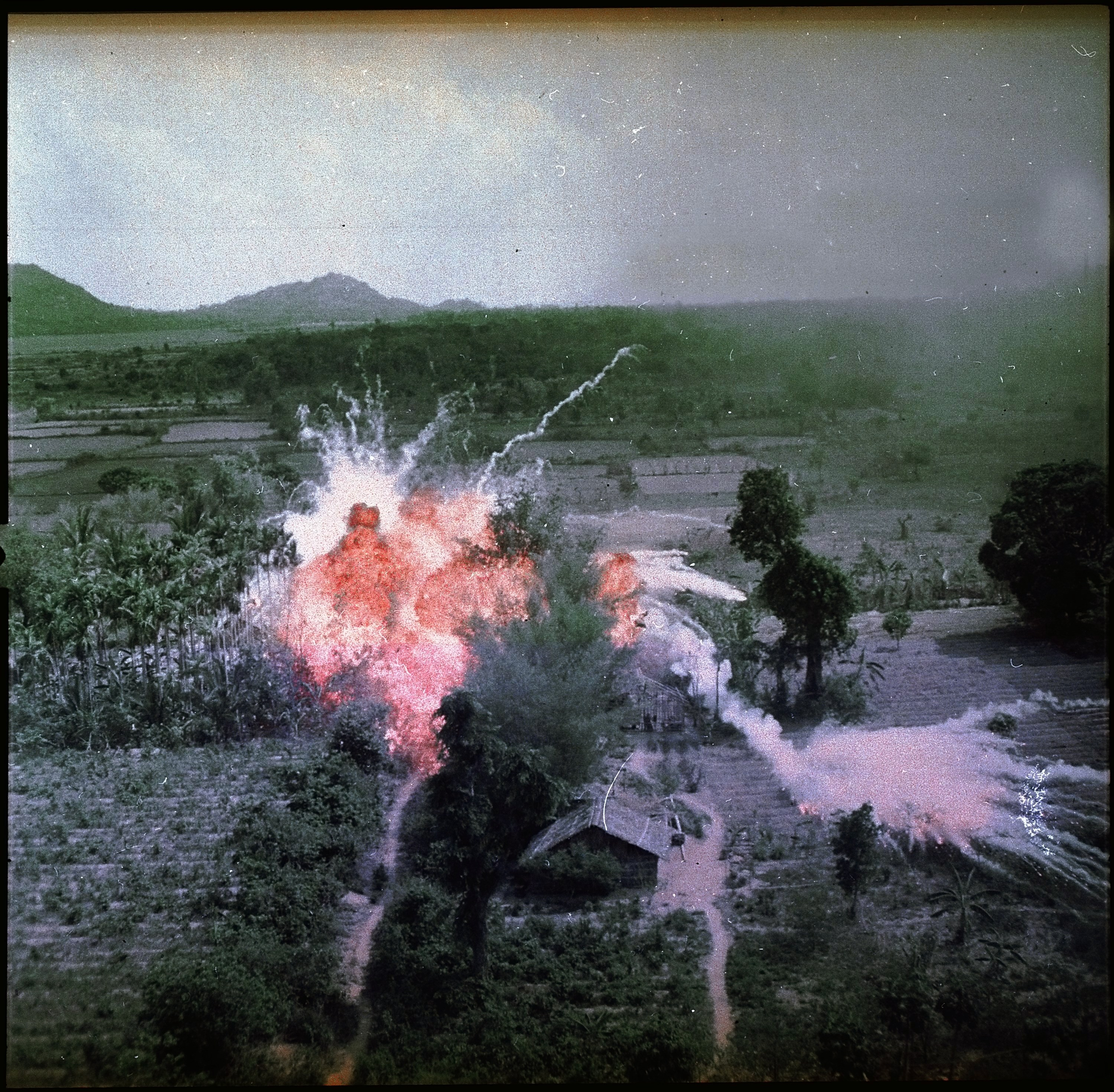
Abwurf des Brennstoffs Napalm über Vietnam

Der Vietnamkrieg war die zweite große Zäsur des amerikanischen Militärs im 20. Jahrhundert. Aufgrund der militärischen Unbezwingbarkeit des Vietcong, die zur De-facto-Niederlage der USA führte, leiteten das Militär eine Reihe von Reformen ein. Während die militärische Erneuerung als notwendig erachtet wurde, erforderte es viel Druck von außen, um soziale und politische Erneuerungen durchzusetzen. Bis heute hat das US-Militär kaum Verantwortung für Kriegsverbrechen sowie Völkerrechtsverletzungen in Vietnam übernommen.
Die bedeutendste Maßnahme, die durch den Vietnamkrieg vollzogen wurde, war die Aussetzung der Wehrpflicht. Als militärisch fatal hatte sich die fehlende Feuerstoßbegrenzung sowie die mangelhafte Treibladung des Standardsturmgewehrs M-16 erwiesen, die alsbald ausgebessert wurden. Als prinzipiell nützlich, aber unausgegoren, hatte sich die Strategie der Luftkavallerie erwiesen, deren Panzerung und Ausrüstung daher kontinuierlich verbessert wurden. Auch die Special Forces hatten sich als schlagkräftig erwiesen, sodass sie zu einem immer zentraleren Instrument amerikanischer Kriegführung gemacht wurden.

### Ende des 20. Jahrhunderts

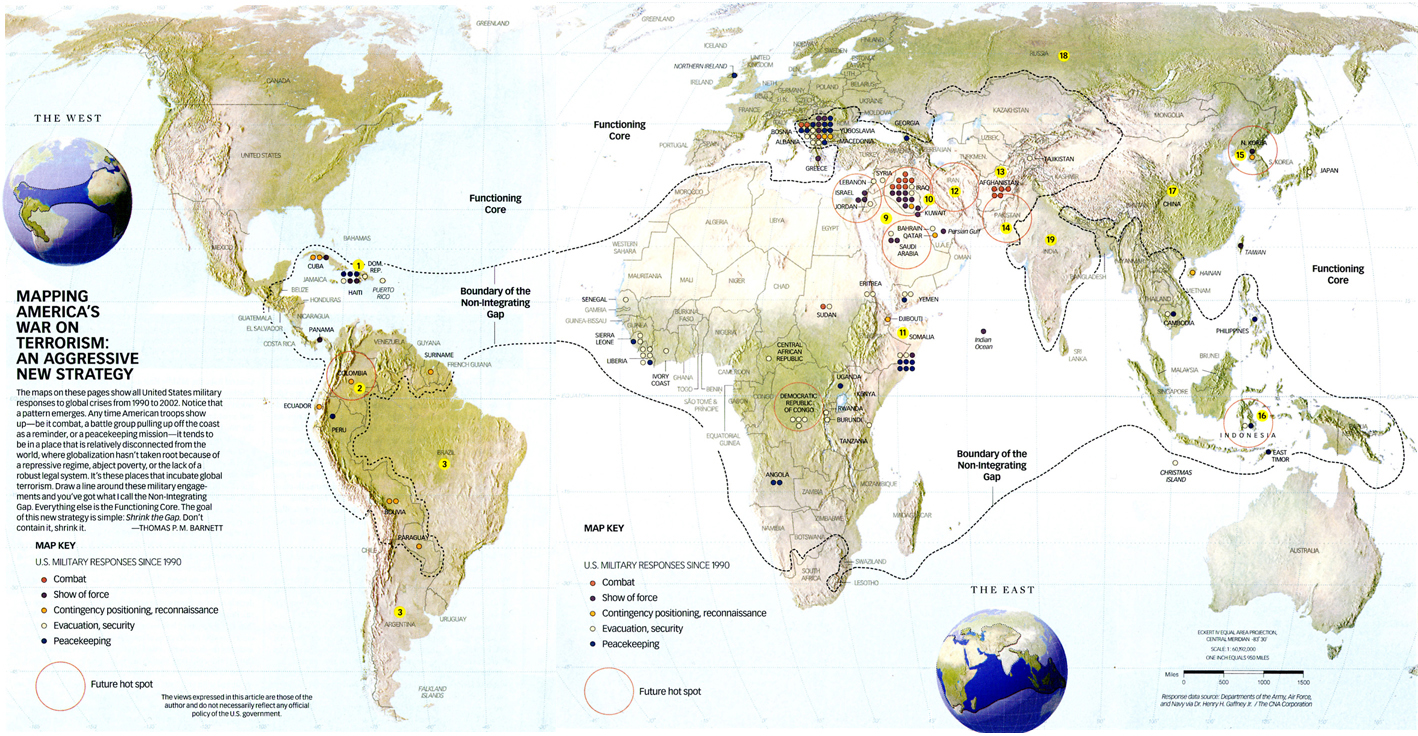
Militärische Aktivitäten der USA 1990–2002

#### Powell-Weinberger-Doktrin
In der Folge des Zweiten Golfkriegs von 1990 wurde unter dem damaligen amerikanischen Verteidigungsminister Caspar Weinberger und dem damaligen Chef des Vereinigten Generalstabs Colin Powell die nach Powell und Weinberger benannte Weinberger-Powell-Doktrin oder Powell-Doktrin entwickelt. Diese besagte, dass der Streitkräfteeinsatz das letzte Mittel sei. Der Einsatz sei nur dann gerechtfertigt, wenn Interessen von überragender Bedeutung für die Sicherheit und Lebensfähigkeit der USA auf dem Spiel stünden und außerdem nur dann, wenn der Einsatz von einer breiten Öffentlichkeit in den Vereinigten Staaten getragen würde. Der Krieg sei dann mit überlegenen Mitteln und möglichst verlustarm zu führen. Es müsse auch eine Strategie zum Rückzug nach Beendigung des Konfliktes bestehen. Die Powell-Weinberger-Doktrin stellt eine Verarbeitung der Erfahrungen aus dem Vietnamkrieg dar.

### Krieg gegen den Terrorismus

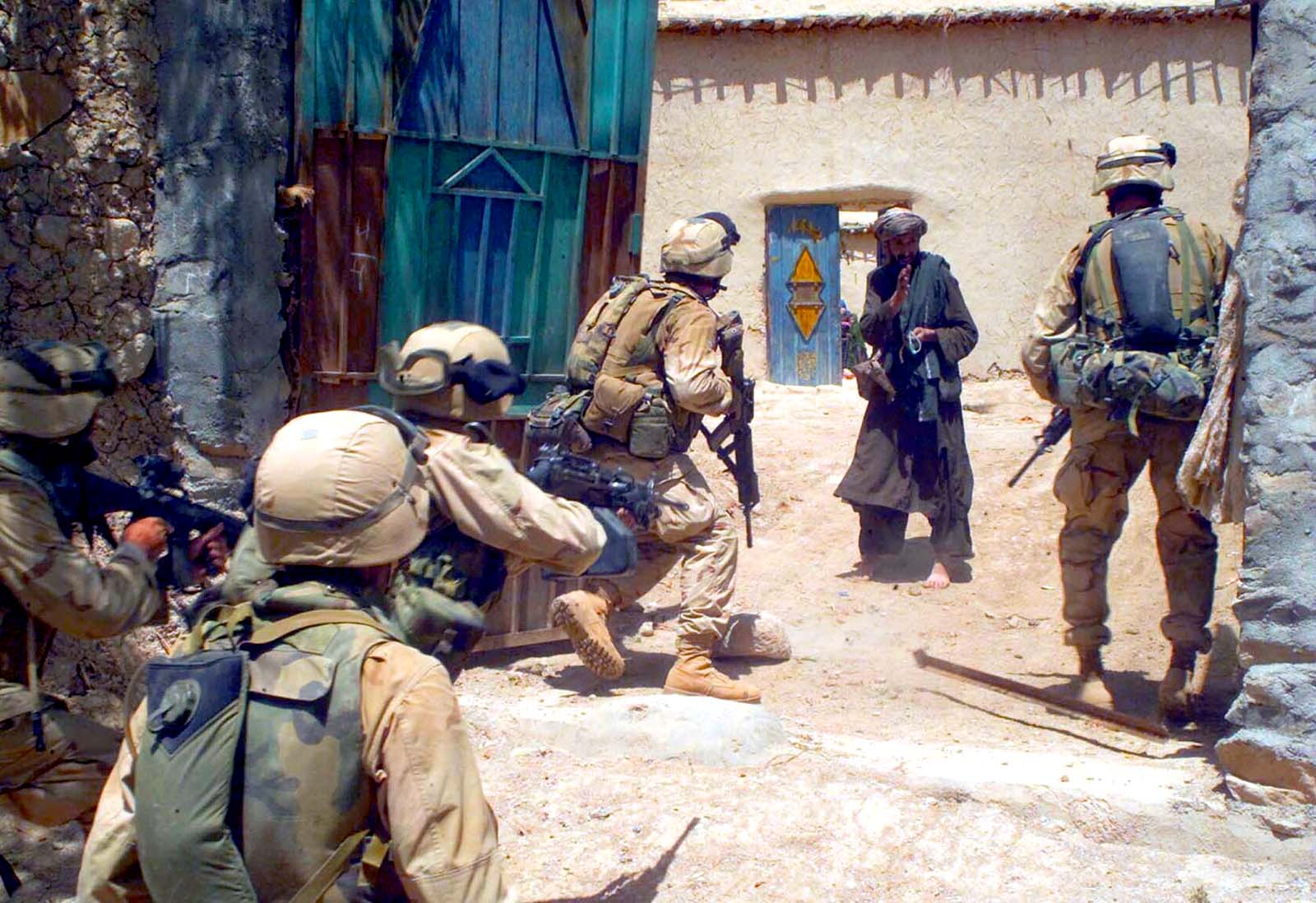
Marines während der Operation El Dorado in Afghanistan

Nach den Terroranschlägen vom 11. September beriefen sich die USA auf ihr Recht auf Selbstverteidigung. Da sie Osama bin Laden und den Kern der Al-Qaida in Afghanistan vermuteten, griffen sie dort ein. Dies fand im Rahmen der Operation Enduring Freedom („Unternehmen lang anhaltende Freiheit“) statt, die mehrere Einsätze unter einer Strategie zusammenfasst. So patrouillieren mehrere, auch ausländische Schiffsverbände die Seewege um die Arabische Halbinsel.
Bis zum 10. Februar 2007 kostete der War on Terrorism laut offiziellen amerikanischen Angaben 353 Menschen in Afghanistan und 3.115 Soldaten der Streitkräfte das Leben, von 24.646 Verwundungen fanden 23.350 im Irak statt.

#### Afghanistan-Krieg
Am 7. Oktober 2001 begannen die USA mit dem Krieg gegen die Al-Qaida und ihre Unterstützer, die Taliban. Binnen einer Viertelstunde eroberte die Air Force den afghanischen Luftraum. Der Krieg endete de facto mit der Eroberung Kabuls durch die verbündete Nordallianz, befriedet wurde das Land jedoch nicht.
Am 29. Februar 2020 unterzeichneten die Vereinigten Staaten und die Taliban in Doha ein an Bedingungen geknüpftes Friedensabkommen, das den Abzug der US-Truppen aus Afghanistan innerhalb von 14 Monaten vorsah, sofern die Taliban die Bedingungen des Abkommens einhielten und es „keinem ihrer Mitglieder, anderen Einzelpersonen oder Gruppen, einschließlich Al-Qaida, gestatteten, den Boden Afghanistans zu benutzen, um die Sicherheit der Vereinigten Staaten und ihrer Verbündeten zu bedrohen“. Die Islamische Republik Afghanistan war nicht an der Vereinbarung beteiligt und lehnte die Bedingungen für die Freilassung von Gefangenen ab. Nachdem Joe Biden Präsident geworden war, verschob er das Abzugsdatum von April auf den 31. August 2021.
Der Rückzug fiel mit der Taliban-Offensive 2021 zusammen. Während der Offensive führten die USA in begrenztem Umfang Luftangriffe zur Unterstützung der afghanischen Streitkräfte und zur Zerstörung von Taliban erbeuteter Ausrüstung durch. Die Taliban besiegten die afghanischen Streitkräfte, was am 15. August 2021 mit dem Fall von Kabul endete. Das US-Militär übernahm im Rahmen der Operation „Allies Refuge“ die Kontrolle über den Flughafen von Kabul, um US-Bürger, andere Ausländer, darunter auch Deutsche, und einige Afghanen zu evakuieren.

#### Irakkrieg

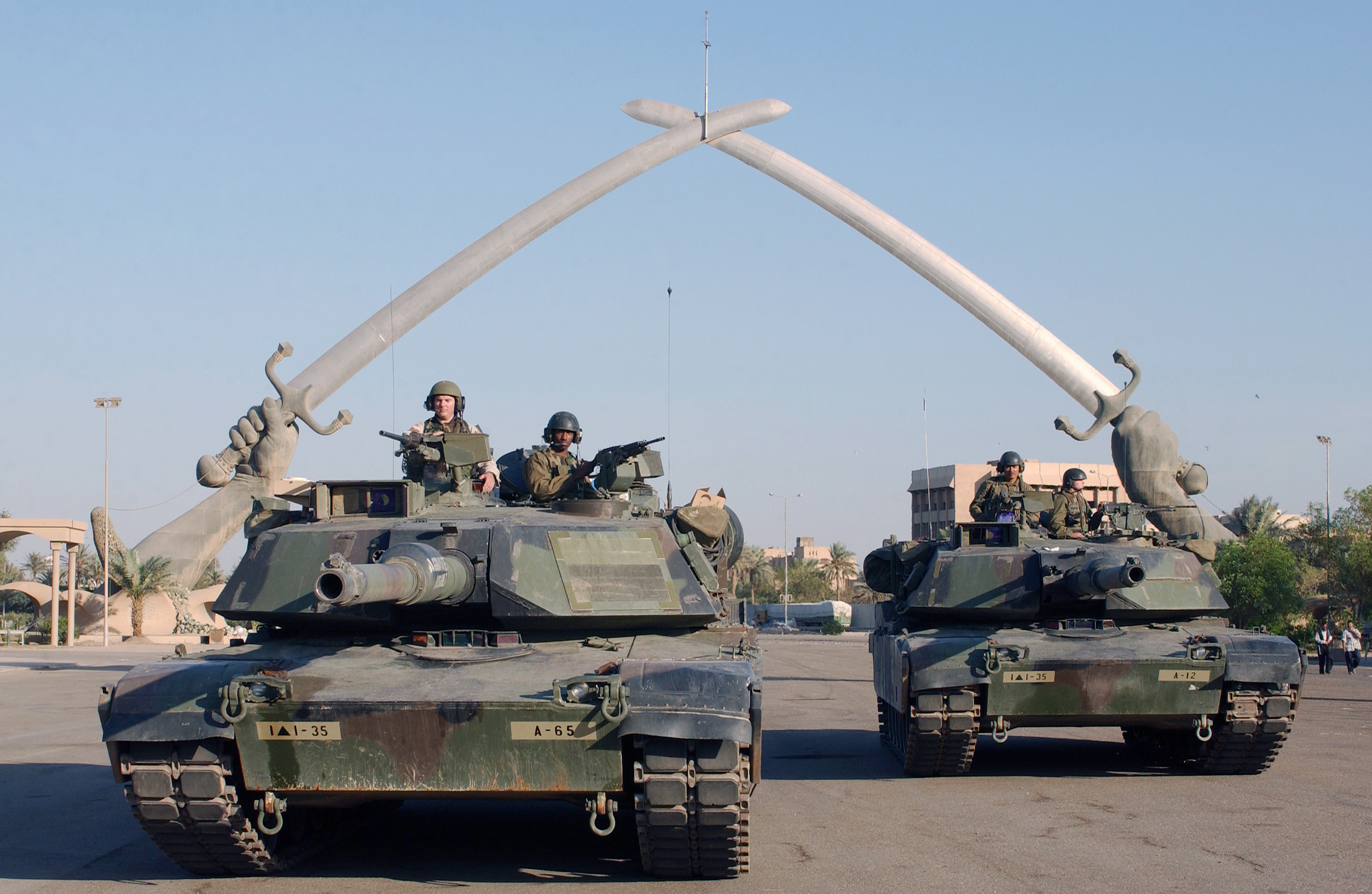
Amerikanische M1A1 Abrams-Panzer der 1. US-Panzerdivision nach der Durchfahrt unter den gekreuzten Schwertern in Bagdad

Am 20. März 2003 marschierten die Vereinigten Staaten in den Irak ein, was sie mit einer Vielzahl an umstrittenen Argumenten begründeten. Ein entscheidender Kriegsgrund, die sogenannte smoking gun, blieb aus.
Strategisches Ziel des koalitionären Feldzugs war die Eroberung der in allen Aspekten herausragenden Hauptstadt des Irak, Bagdad. Dieses Ziel wurde innerhalb von drei Wochen erreicht. Der Präsident der Vereinigten Staaten, George W. Bush, erklärte die offiziellen Kampfhandlungen am 1. Mai auf dem Flugzeugträger Abraham Lincoln für beendet. Ähnlich wie in Afghanistan blieb die Sicherheitslage während der Besetzung instabil. Die Soldaten der Koalition wurden gerade in Bagdad in einen asymmetrischen Krieg mit Besatzungsgegnern verwickelt. Aus dem Gemenge verschiedener Interessen, die vor allem von ethnischen und religiösen Zugehörigkeiten bestimmt wurden, entwickelten sich bürgerkriegsähnliche Zustände.

## Verweise